# Хакстаусен, Фредерик Готтскальк
Фредерик Готтскальк фон Хакстаусен (норв. Frederik Gottschalk von Haxthausen; 14 июля 1750, Копенгаген — 6 июля 1825, Христиания) — датско-норвежский государственный и военный деятель, глава правительства Норвегии (май-август 1814), статский советник, министр финансов, генерал-лейтенант.

## Биография
Сын офицера. Образование получил в Университете Осло. В 1773 году вступил офицером в армию, дослужился до капитана и командира роты (1779), майора в 1788 году. В 1802 году назначен директором военной школы. В 1806—1814 годах — комендант крепости Акерсхуса.
С 1808 по 1810 годы служил в Дании военным комиссаром. Оказал большое влияние на принца Кристиана Фредерика, как штатгальтера Норвегии (1813—1814).
С 2 марта по 20 августа 1814 года занимал пост министра финансов в первом кабинете министров Норвегии как независимого государства. С мая по август 1814 года работал первым министром (премьер-министром) Норвегии.
Во время шведско-норвежской войны 1814 года служил в чине генерал-лейтенанта, был ложно обвинён в предательстве. Его дом подвергся нападению толпы, из-за чего должен был оставить город и свои функции. Был реабилитирован в 1816 году.
Умер в Христиании.